# Lasionycta mutilata
Lasionycta mutilata är en fjärilsart som beskrevs av Smith 1898. Lasionycta mutilata ingår i släktet Lasionycta och familjen nattflyn. Inga underarter finns listade i Catalogue of Life.

## Bildgalleri

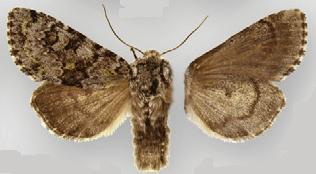
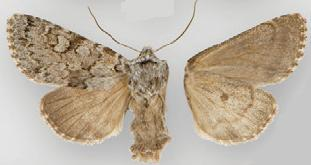